# Enken
Enken è un film muto del 1915 diretto da Alfred Cohn che ricopre anche il ruolo di Hansen. Gli altri interpreti sono Victoria Petersen, Per Stensgaard, Doris Johannessen, August Wehmer e Gerda Tarnow.
Sceneggiato da Erling Stensgaard, il film fu prodotto e distribuito dalla Fotorama.

## Produzione
Il film fu prodotto dalla Fotorama.

## Distribuzione
Distribuito dalla Fotorama, il film uscì nelle sale cinematografiche danesi presentato in prima al Vesterbro Teater il 14 giugno 1915.